# 슈도모나스과
슈도모나스과(Pseudomonadaceae)는 아조모나스, 아조라이조필루스, 아조박터, 메소필로박터, 슈도모나스(모식속), 루가모나스 등의 속을 포함하는 세균의 한 과이다. 아조박터과(Azotobacteraceae)는 슈도모나스과로 재분류되었다.